# La Gauche moderne
De partij La Gauche moderne (Nederlands: Modern Links, LGM) is een Franse centrumlinkse partij. De partij is gesticht in 2007 door Jean-Marie Bockel nadat hij minister werd in de regering van François Fillon. Bockel was tot dan toe een prominent lid van de Parti socialiste, waarbinnen hij tot de rechtervleugel behoorde. Bockel is een bewonderaar van de Britse oud-premier Tony Blair en de Duitse oud-bondskanselier Gerhard Schröder en een aanhanger van de zogenaamde Derde Weg die sociaaldemocratie en liberalisme probeert te verzoenen. In lijn van de Derde Weg kiest LGM voor een sociaalliberale koers en omarmt het de sociale markteconomie. 
LGM is sinds 2012 lid van de Union des démocrates et indépendants (UDI), een federatie van voornamelijk centrumrechtse politieke partijen en is met 1 zetel in de Senaat vertegenwoordigd. Op Europees niveau maakte de partij van 2009 tot 2014 met twee leden in het Europees Parlement deel uit van de fractie van de Europese Volkspartij.
Samenstelling per 27 juli 2019 
 De deelnemende partijen met de meeste zetels worden genoemd, alleen de partijen met een enkele zetel binnen de fractie ontbreken.